# Joe Massot
Pour les articles homonymes, voir Massot.
Joe Massot (né en 1933 et mort le 4 avril 2002) est un réalisateur et scénariste américain.

## Filmographie partielle
- 1968 : Wonderwall (bande son de George Harrison)
- 1971 : Zachariah de George Englund (scénario)
- 1976 : The Song Remains the Same (documentaire sur un concert de Led Zeppelin)
- 1988 : Space Riders